# 拉乌尼翁省 (萨尔瓦多)
拉烏尼翁省（西班牙語：La Unión）是薩爾瓦多十四個省之一，位於該國最東部，北為宏都拉斯。東為豐塞卡灣，南臨太平洋。面積2,074平方公里，人口372,271人（2006年）。首府拉烏尼翁。
1865年建省。下分十八個自治市。
1. ↑   [Total population per department]. Portal Geoestadístico Resultados del Censo de Población y Vivienda 2024.   [13 November 2024]. （原始内容存档于2025-02-01） （西班牙语）.